# Format 16/9
 (août 2025).
Pour l'album de la chanteuse Nâdiya sorti en 2004, voir 16/9 (album).
Le format 16/9 désigne un format d'image ou d'écran normalisé sur le plan international et fait partie des plus répandus. Pour ce format, la largeur divisée par la hauteur vaut 16/9. Ce format écran large procure une vue plus panoramique que les formats classiques antérieurs comme notamment, le Format 4/3. Apparu avec la norme de télédiffusion analogique D2 Mac dès 1988, le 16/9 a été adopté prioritairement sur le plan européen, à partir du début des années 1990 puis à l'échelle mondiale. Il est principalement utilisé dans les normes de la haute définition (HD) et 8K, pour la vidéo et la télédiffusion. À partir de la fin de la décennie 2000, la plupart des écrans d'ordinateur adoptent aussi le format 16/9.

## Proportions
Le format d'une image ou d'un écran est le rapport (la division) de sa largeur par sa hauteur. Une image au format 16/9 signifie que sa largeur divisée par sa hauteur équivaut au rapport 16/9. Ainsi, ce format est également indiqué sous d'autres formules comme « 1,77:1 » ou « 1,78:1 » selon qu'on choississe d'arrondir par défaut ou par excès. 
Cette proportion est élaborée et calculée à partir du format historique de la télévision 4/3 soit « 1,33:1 », en élevant la fraction au carré. Ce compromis permet de limiter dans l'affichage avec recadrage ou bandes noires à l’écran avec d'autres formats, tels que : 32/9 (3,55:1) ou 21/9 (2,33:1) de certains écrans d'ordinateur et 21/9 ou 20/9 (2,22:1) pour des tablettes ou téléphones intelligents. Toutefois, sans 4/3 anamorphose ou 4/3 format large anamorphosé (déformation de l’image d’origine en plein écran) et sans recadrage (vidéo), les émissions et programmes réalisés au format 4/3 engendrent sur un téléviseur 16/9, deux bandes latérales et verticales noires, appelé format Pillarbox (en) en référence aux boîtes aux lettres britanniques qui semblent encadrer l'image (à l'inverse, voir letterbox).
La majorité des films cinématographiques, téléfilms et émissions de télévision est conçue pour s’adapter au format 16/9. Le réalisateur tient compte de l’image plus large des salles de cinéma ou plus hautes pour la télévision et l’édition vidéo.
|  |

Un écran de téléviseur au format 16/9 peut donc afficher des films tournés au format 21/9 (2,33:1) lesquels représentent l’essentiel de la production cinématographique, sans trop de rognage ou de perte d'image.
Pour ces formats, soit on rogne très légèrement pour recadrer en 16/9, soit des bandes noires de très petites largeurs apparaissent (à gauche et à droite dans le cas du 15/9 (1,66:1); en haut et en bas dans le cas du 18/9 (2:1)). Ces bandes noires étaient la plupart du temps invisibles sur les écrans cathodiques à cause de l'overscan que la plupart des constructeurs utilisaient. Elles sont désormais souvent visibles sur les écrans plats lorsqu'on lit un DVD (4/3 anamorphique) par exemple.
Pour les films tournés en 70 mm (2,2:1), en CinemaScope (2,55:1), ou en Cinérama (2,65:1)  (voire en 70 mm Ultra Panavision (2,76:1) comme Ben-Hur), soit on affiche des bandes noires en haut et en bas, soit l'image est rognée/recadrée sur les côtés (Pan et scan), soit on affiche plus d'image en hauteur que la version cinéma (cas des tournages en Super35 ou en numérique open-mate).
Sur le même principe, les films au format dit «standard», films muets ou parlants d’avant les années 1960 et films récents par choix artistique tournés respectivement aux formats 12/9 (1,33:1) et 11/8 (1,375:1) présentent des bandes noires verticales à gauche et à droite de l'écran 16/9, dans le respect de leur format et cadrage d’origine. Ils sont aussi parfois recadré en 14/9 (1,55:1).

## Définitions d’écran communes suivant un rapport 16/9 (1,777...)
Les définitions communes pour 16/9 sont énumérées dans le tableau ci-dessous:
| Largeur | Hauteur | Standard                                                                |
| ------- | ------- | ----------------------------------------------------------------------- |
| 256     | 144     | YouTube 144p                                                            |
| 426     | 240     |                                                                         |
| 640     | 360     | nHD (1/9 de la surface du Full HD)                                      |
| 768     | 432     |                                                                         |
| 800     | 450     |                                                                         |
| 848     | 480     | Compatible mod16                                                        |
| 854     | 480     | YouTube 480p (largeur la plus proche du format 16/9 pour cette hauteur) |
| 896     | 504     |                                                                         |
| 960     | 540     | qHD (1/4 de la surface du Full HD)                                      |
| 1024    | 576     |                                                                         |
| 1152    | 648     |                                                                         |
| 1280    | 720     | haute définition                                                        |
| 1366    | 768     | WXGA                                                                    |
| 1600    | 900     | HD+                                                                     |
| 1920    | 1080    | Full HD                                                                 |
| 2000    | 1125    |                                                                         |
| 2048    | 1152    |                                                                         |
| 2304    | 1296    |                                                                         |
| 2560    | 1440    | Quad HDTV                                                               |
| 2720    | 1530    | Quad HDTV                                                               |
| 2880    | 1620    |                                                                         |
| 3200    | 1800    | QHD+                                                                    |
| 3520    | 1980    |                                                                         |
| 3840    | 2160    | TV à ultra-haute définition 4K                                          |
| 4096    | 2304    | "4K" par abus de langage car proche du 4K DCI (4 096 × 2 160)           |
| 4480    | 2520    |                                                                         |
| 5120    | 2880    | "5K" par abus de langage (résolution introduit par l'iMac 5K)           |
| 5760    | 3240    |                                                                         |
| 6400    | 3600    |                                                                         |
| 7040    | 3960    |                                                                         |
| 7680    | 4320    | télé à ultra-haute définition 8K                                        |